# Sara Seager
Sara Seager (Toronto, 21 de juliol de 1971) és una astrònoma i científica planetària canadenca. Exerceix com a professora a l'Institut Tecnològic de Massachusetts i és una figura destacada en l'estudi de planetes extrasolars i les seves atmosferes, sent l'autora de dos llibres de text universitari.
Pels seus treballs de recerca, ha estat reconeguda per les revistes Popular Science,  Discover Magazine, Nature, i TIME Magazine. El 2013, va rebre una beca MacArthur arran del treball teòric sobre la detecció de signatures químiques en atmosferes d'exoplanetes i el desenvolupament d'observatoris espacials de baix cost per detectar trànsits planetaris.

## Biografia breu
Sara Seager va néixer a Toronto, Ontario, Canadà. El seu pare, el Dr. David Seager, va ser un pioner en l'àmbit del trasplantament de cabell i el fundador del Seager Hair Transplant Center a Toronto.
Va obtenir-ne la llicenciatura en Matemàtiques i Física a la Universitat de Toronto el 1994, amb l'ajut del Premi d'Investigació d'Estudiants Universitaris del Canadà (NSERC). A la Universitat Harvard, el 1999, s'hi doctorà en astronomia. La seva tesi doctoral, supervisada per Dimitar Sasselov, desenvolupà diferents models teòrics sobre les atmosferes en planetes extrasolars.
Entre 1992 i 2002, va ocupar un lloc de recerca postdoctoral a l'Institut d'Estudis Avançats de Pinceton i va ser membre del personal d'investigació sènior de la Carnegie Institution de Washington fins al 2006. Finalment, el gener de 2007, es va incorporar a l'Institut Tecnològic de Massachusetts com a professora associada de física i de ciències planetàries. Tres anys després, el 2010, va ser nomenada professora titular. Actualment ocupa la càtedra "Class of 1941".
Va ser escollida Legacy Fellow de la American Astronomical Society el 2020.
Està casada amb Charles Darrow i tenen dos fills del seu primer matrimoni. El primer cònjuge de la Sara, Michael Wevrick, va morir de càncer el 2011.

## Investigació acadèmica
La investigació de Seager s'ha dirigit principalment al descobriment i l'anàlisi d'exoplanetes. En particular, a la cerca de planetes anàlegs a la Terra, cosa que portà la NASA a batejar-la com "una Indiana Jones astronòmica". Seager va utilitzar el terme "nan gasós" per definir els planetes de tipus superterra, compostos principalment d'hidrogen i heli a través del model de l'exoplaneta Gliese 581c. El terme "nan gasós" també s'ha utilitzat per referir-se a planetes més petits que els gegants gasosos, igualment envoltats per denses atmosferes d'hidrogen i heli. Juntament amb Marc Kuchner, Seager va predir l'existència de planetes de carboni, també coneguts com planetes de diamant.

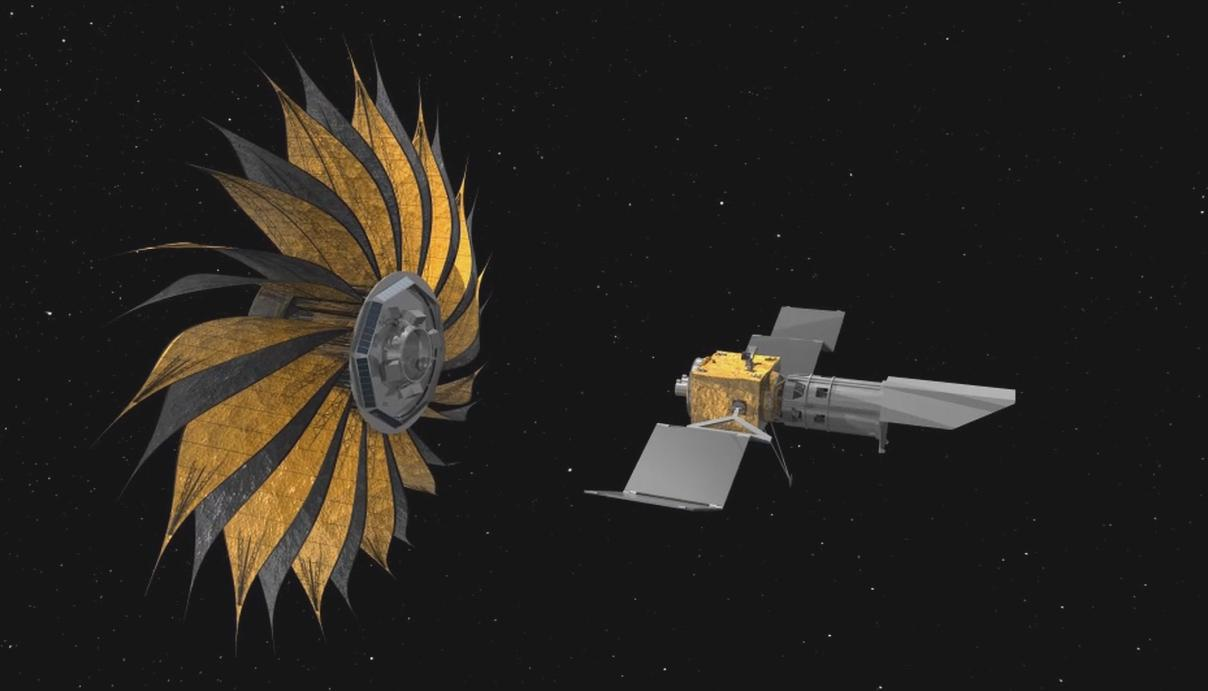
Representació artística del projecte Starshade

Seager ha estat la presidenta de l'equip de Ciència i Tecnologia de la NASA per a la missió "Starshade", destinada a llançar un disc d'ocultació de la llum dels estels llunyans als telescopis espacials. Es tracta d'un sistema per a la detecció d'exoplanetes, una mena de "paraigua espacial", que evita que la llum de l'estel llunyà penetri el telescopi i "encegui" la llum tènue dels planetes que l'envolten.
Des de l'any 2020, la Sara s'ha centrat al treball relacionat amb l'anàlisi de l'atmosfera de Venus i el possible descobriment de fosfina, una potencial biosignatura.

#### Equació de Seager
Seager va desenvolupar una versió paral·lela de l'equació de Drake per estimar el nombre de planetes habitables a la galàxia. En lloc de centrar-se en la cerca civilitzacions extraterrestres amb tecnologia de ràdio (tecnosignatures), Seager n'ha reformulat l'equació per estimar la presència de qualsevol forma de vida. L'equació es centra en la cerca de planetes amb gasos indicadors de biosignatures. És a dir, gasos potencialment produïts per éssers vius que poden acumular-se a l'atmosfera d'un planeta fins a nivells detectables pels telescopis espacials.
{\displaystyle N=N^{*}F_{\text{Q}}F_{\text{HZ}}F_{\text{O}}F_{\text{L}}F_{\text{S}}}
en què:

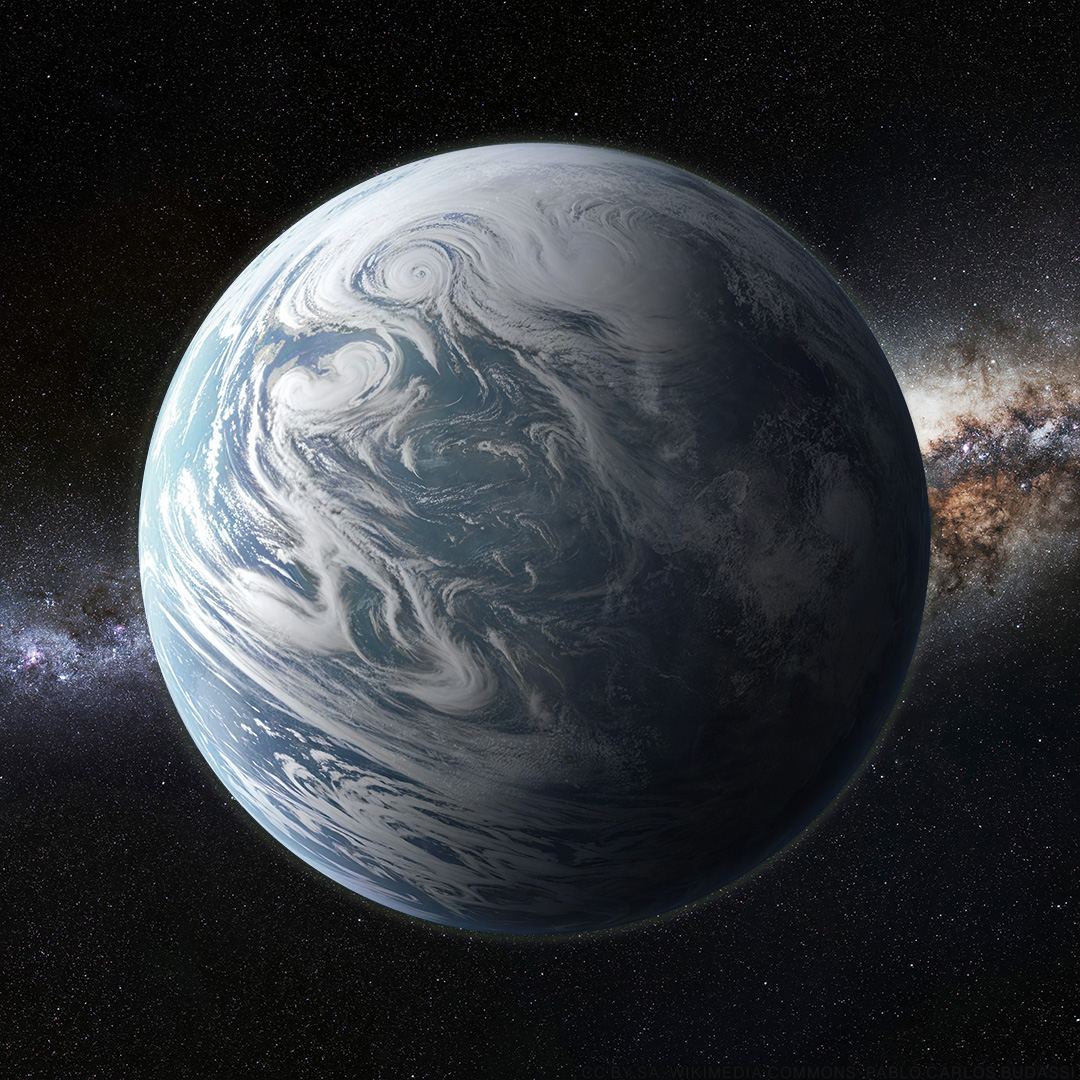
Representació artística d'un exoplaneta tipus Superterra

- N = el nombre de planetes amb biosignatures detectables.
- N * = el nombre d'estrelles observades.
- F Q = la fracció d'estrelles en una fase estable.
- F HZ = la fracció d'estrelles amb planetes rocosos a la zona habitable.
- F O = la fracció d'estrelles amb planetes observables.
- F L = fracció de planetes que tenen vida.
- F S = la fracció de formes de vida que produeixen atmosferes planetàries amb un o més gasos de biosignatura detectables.

#### Projecte Asteria
Seager va ser l'investigadora principal del projecte espacial Asteria (Arcsecond Space Telescope Enabling Research in Astrophysics), un cubesat dissenyat per la fotometria de precisió i la cerca de planetes extrasolars. Es tracta d'un projecte de col·laboració entre el MIT i el Jet Propulsion Laboratory de la NASA. ASTERIA es va llançar a l'òrbita baixa terrestre des de l'Estació Espacial Internacional el 20 de novembre de 2017 i va funcionar-ne amb èxit fins a la desintegració orbital el 24 d'abril de 2020.

#### Venus Life Finder
El 2020, Seager va dirigir un equip per posar en marxa la missió Venus Life Finder, una petita nau espacial per investigar la possibilitat de vida a l'atmosfera de Venus. La missió serà finançada amb capital privat i el llançament està previst el gener de 2025, a través de l'empresa Rocket Lab i el coet Electron.

## Honors i premis
- 2004: Harvard Book Prize in Astronomy[29]
- 2007: Premi Helen B. Warner de la Societat Astronòmica Americana per desenvolupar "tècniques fonamentals per comprendre, analitzar i trobar atmosferes als planetes extrasolars".[30]
- 2012: Premi Sackler per "l'anàlisi de les atmosferes i les composicions internes dels planetes extrasolars".[31]  També va ser nomenada membre de l'Associació Americana per a l'Avenç de la Ciència
- 2013: Escollida membre d'honor de la Royal Astronomical Society of Canada i va receptora d'una beca MacArthur.[32]
- 2018: Elegida membre de la American Philosophical Society.[33]
- 2020: Va rebre l'Orde del Canadà[34] i va guanyar el premi Los Angeles Times de Ciència i Tecnologia pel seu llibre Les llums més petites de l'Univers.[35][36]
- 2023: Guardonada honoris causa a la seva Alma Mater, la Universitat de Toronto.[37]
- 2024: Premi Kavli d'Astrofísica.[38]

## Publicacions

#### Llibres
- Autors varis. Editors: Seager, Sara i Drake, Daming. Scientific Frontiers in Research on Extrasolar Planets. 294, 2003 (ASP Conference Proceedings (Volume 294)). ISBN 1-58381-141-9.
- Seager, Sara. Exoplanet Atmospheres: Physical Processes.  Princeton University Press, 2010. ISBN 9781400835300.
- Seager, Sara. Exoplanets.  University of Arizona Press, 2010. ISBN 978-0-8165-2945-2.
- Seager, Sara. The Smallest Lights in the Universe: A Memoir.  Crown, 2020. ISBN 978-0-5255-7625-9.

#### Articles científics
- Seager, S.; Sasselov, D. D. The Astrophysical Journal, 537, 2, 2000, pàg. 916–921. arXiv: astro-ph/9912241. Bibcode: 2000ApJ...537..916S. DOI: 10.1086/309088. ISSN: 0004-637X.
- Seager, S.; Mallen-Ornelas, G. The Astrophysical Journal, 585, 2, 2003, pàg. 1038–1055. arXiv: astro-ph/0206228. Bibcode: 2003ApJ...585.1038S. DOI: 10.1086/346105. ISSN: 0004-637X.
- Benjamin, Robert A.; Churchwell, E.; Babler, Brian L.; Bania, T. M.; Clemens, Dan P. Publications of the Astronomical Society of the Pacific, 115, 810, 2003, pàg. 953–964. arXiv: astro-ph/0306274. Bibcode: 2003PASP..115..953B. DOI: 10.1086/376696. ISSN: 0004-6280.
- Deming, Drake; Seager, Sara; Richardson, L. Jeremy; Harrington, Joseph Nature, 434, 7034, 2005, pàg. 740–743. arXiv: astro-ph/0503554. Bibcode: 2005Natur.434..740D. DOI: 10.1038/nature03507. ISSN: 0028-0836. PMID: 15785769.
- Borucki, WJ; etal Science, 327, 5968, 2010, pàg. 977–980. Bibcode: 2010Sci...327..977B. DOI: 10.1126/science.1185402. ISSN: 0036-8075. PMID: 20056856.
- Borucki, William J.; Koch, David G.; Basri, Gibor; Batalha, Natalie; Brown, Timothy M.; 29 The Astrophysical Journal, 736, 1, 2011, pàg. 19. arXiv: 1102.0541. Bibcode: 2011ApJ...736...19B. DOI: 10.1088/0004-637X/736/1/19. ISSN: 0004-637X.